# Давка

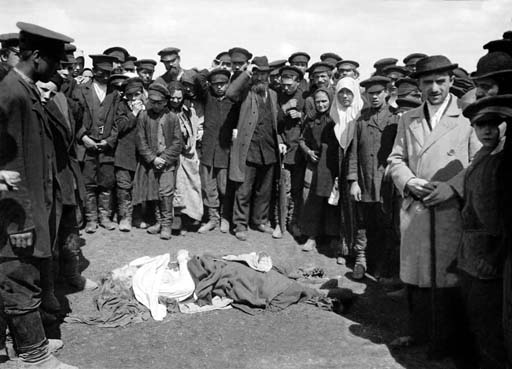
Погибшая в давке на Ходынском поле во время торжеств по случаю коронования Николая II

Да́вка — движение толпы, в результате которого страдают, получают увечья и/или гибнут люди.

## Причины давок
Давка происходит при движении большого количества людей в ограниченном пространстве. Стремясь продвинуться раньше других, люди протискиваются между соседями или даже просто толкают впереди идущих. В сумме это приводит к большому давлению в узком участке движения толпы, что заставляет двигаться на этом участке с высокой скоростью. При падении кого-либо идущие вслед за ним вынуждены либо падать, либо шагать по телам упавших, что приводит к смерти или к тяжёлым травмам.
Механизм давки достаточно сложен и очень сильно зависит от различных обстоятельств каждого конкретного случая. Травмирующим фактором может служить как сама масса людей в динамике или статике, так и всевозможные препятствия, мешающие свободному перемещению. Даже в неподвижной толпе могут происходить волновые процессы, срабатывать «принцип домино». При трагедии в Минске (1999), например, некоторые из упавших были буквально заколоты женской обувью на «шпильках».
Давка нередко происходит при следующих событиях:
- беспорядочное отступление войск;
- религиозные паломничества;
- выход со стадионов и других мест спортивных и музыкальных событий;
- массовые мероприятия (например, праздники, похороны);
- разгон демонстраций и митингов;
- паника (например, в случае пожаров);
- час пик.

## Предотвращение давок
Для предотвращения давок администрация обычно открывает выходы до окончания мероприятия, что даёт возможность спешащим (то есть невольным организаторам давки) выйти заранее. На современных стадионах делаются широкие выходные ворота в целях уменьшения эффекта узкого места. Сцена делается на возвышении, достаточном для обзора всеми зрителями. Двери делаются открывающимися наружу.
Чтобы не стать жертвой давки, часто рекомендуют на мероприятиях ждать уменьшения толпы на своих местах, не пытаться протискиваться сквозь толпу вперёд.